# Ochodaeus puncticollis
Ochodaeus puncticollis is een keversoort uit de familie Ochodaeidae. De wetenschappelijke naam van de soort is voor het eerst geldig gepubliceerd in 1911 door Arrow.